# Jorge Verstrynge
Jorge Verstrynge Rojas, nascido em Tânger o 22 de setembro de 1949, é um politólogo franco-español, doutor en  Ciências Políticas, geopolítico, sociólogo ex professor de Ciências Políticas na Universidade Complutense de Madrid. Está especializado em Geopolítica, partidos políticos, globalização e imigração.

## Trajetória
Passou a infância na sua cidade natal, a adolescência na França e posteriormente se mudou a Espanha a cursar Ciências Políticas e Sociologia (especialidade em Estudos Internacionais), na Universidade Complutense de Madrid, formándose en 1972. Se doutorou en 1976 coa tese Los efectos de la guerra en la sociedad industrial.
Começou sua carreira política no neofascismo francês, evolucionando depois ao nacional-bolchevismo, como confessa em seu livro Memorias de un maldito. Aluno de Manuel Fraga na universidade, foi um dos fundadores de Reforma Democrática, 'embrião do que depois seria Alianza Popular. Foi deputado nacional (1982-1989) e Secretário Geral de Alianza Popular entre 1979 e 1986, ainda que con anterioridade ocupara a Secretaría de Acción Territorial (1976-1978) e a Secretaría de Organización (1978-1979). Candidato à prefeitura de Madri em 1983 por AP, resultou derrotado pelo socialista Enrique Tierno Galván. Foi obrigado a renunciar pelo seu enfrontamento com Manuel Fraga devido ao giro atlantista e liberal de AP o 1 de setembro de 1986, evolucionou ideologicamente para posturas políticas socialistas e humanistas e atualmente, marxistas e antimundializadoras. É declaradamente nacional-bolchevique.
Formou parte do Partido Socialista Obrero Español, ainda que sem ocupar nenhum posto de importancia. Posteriormente foi asesor do político comunista Francisco Frutos, ao que considerou un político sincero e inteligente.
Atualmente faz parte de Podemos, porém militantes do partido o chamaram de «xenófobico» por ser contrário à imigração massiva e por simpatizar com a Front National de Marine Le Pen, partido que não considera de extrema direita.
É declarado protecionista, estatista e gaullista. Outros autores vem no seu pensamiento influências da «Nouvelle Droite» francesa, especialmente de Alain de Benoist.
Afirmou que "a história está passando a conta à esquerda europeia por seus erros. O primeiro erro, e o mais grave, foi ter jogado as cartas da globalização, com uma política migratória absurda que permitiu a entrada de milhares de trabalhadores de fora que mergulhou a classe trabalhadora francesa na miséria. Se os partidos socialistas e os partidos comunistas tivessem defendido a classe trabalhadora exposta a essas ameaças, eles nunca teriam desmoronado. O Partido Socialista na França, e também aqui, dedicado às minorias, como os homossexuais, imigrantes e outros grupos, enquanto a classe trabalhadora francesa permanece fora de seu radar, fica sem ninguém para defender seus direitos" e que "a esquerda na Europa abandonou a classe trabalhadora, que foi, logicamente, à extrema direita".

### Influência na Venezuela
Em avril de 2005 fpi convidado ao Foro Militar sobre Guerra de Cuarta Generación y Conflicto Asimétrico, realizado na Academia Militar de Venezuela Em maio de 2005, 30.000 cópias do livro La guerra periférica y el islam revolucionario, e os distribuiu entre generais, chefes e oficiais da Fuerza Armada Nacional (FAN) de Venezuela, foram publicadas pelo Exército para o uso no Instituto de Altos Estudios de la Defensa Nacional.
O Senado dos Estados Unidos afirmou que Verstrynge influiu na aliança da Venezuela com o Irã e Hezbollah.
Mesmo com diferenças ideológicas, Fernando Sánchez Dragó era amigo de Verstrynge.

## Obras publicadas

### Ensaio
- Una sociedad para la guerra. Los efectos de la guerra en la sociedad industrial. Centro de Investigaciones Sociológicas. Madrid, 1978.
- Entre la cultura y el hombre, Autor Editor 3, Madrid, 1981.
- La normalización democrática, Alianza Popular, Madrid, 1982.
- Madrid, mi desafío, Editorial El Burgo, Madrid, 1983.
- Una sociedad para la Guerra. Los efectos de la guerra en la sociedad industrial, Centro de Investigaciones Sociológicas, Madrid, 1988.
- El sueño eurosiberiano. Ensayo sobre el futuro de Europa, ed. UCM, Madrid, 1992.
- Los nuevos bárbaros: centro y periferia en la política de hoy, Grijalbo, Barcelona, 1997.
- Elogios, El Viejo Topo, Mataró, 1998.
- Memorias de un maldito (autobiografía),[15] Grijalbo, Barcelona, 1999.
- Sobre el poder del pueblo, El Viejo Topo, Mataró, 2000.
- R: Rebeldes, revolucionarios y refractarios: ensayo sobre la disidencia, ed. El Viejo Topo, Mataró, 2002.
- La guerra periférica y el islam revolucionario. Orígenes, reglas y ética de la guerra asimétrica, El Viejo Topo, Mataró, 2000
- Frente al Imperio: Guerra Asimétrica y Guerra Total', Foca, Madrid, 2007.
- Proteccionismo y Economía de Gran Espacio", El Viejo Topo, 2009
- ¡Viva la desobediencia! Elogio del refractario, Ediciones Península, Madrid, 2011.
- Contra quiénes luchar, Ediciones Península, Madrid, 2013.[16]
- Populismo. El veto de los pueblos, El Viejo Topo, Mataró, 2017.